# Diecéze Alto Valle del Río Negro
Diecéze Alto Valle del Río Negro je římskokatolická diecéze nacházející se v Argentině.

## Území
Zahrnuje území departementu General Roca a El Cuy provincie Río Negro.
Biskupským sídlem je město General Roca, kde se nachází hlavní chrám, katedrála Nuestra Señora del Carmen.

## Historie
Diecéze byla zřízena 23. června 1993 bulou Quo facilius papeže Jana Pavla II. z části území diecéze Viedma.

## Seznam biskupů
- José Pedro Pozzi, S.D.B. (1993–2003)
- Néstor Hugo Navarro (2003–2010)
- Marcelo Alejandro Cuenca Revuelta (2010–2021)
- Alejandro Pablo Benna (od 2021)